# コーリー・ポール
コーリー・ポール（Corey Paul , 1969年6月21日 - ）は、アメリカ合衆国イリノイ州出身の元プロ野球選手（外野手）。

## 経歴

### アメリカ球界時代
ベルモント高校を経て、1987年のMLBドラフト16巡目でシアトル・マリナーズから指名を受け契約。しかし、マリナーズでは2Aにすら昇格することなく1990年限りで退団し、グレンデール大学に進学する。1995年から1998年は、独立リーグのウエスタン・ベースボール・リーグに加盟していたグレイスハーバー・ガルズとトライシティ・ポッセとチコ・ヒートでプレー。

### 台湾球界時代
1999年に台湾メジャーリーグの台北声宝太陽に柏克として入団、6月に移籍するまで在籍。39試合に出場し136打数で10本塁打を放つ活躍。

### 西武時代
1999年、外国人打者であるアーキー・シアンフロッコ、グレッグ・ブロッサー、アラン・ジンターの3選手がいずれも全く打てず、チームも貧打にあえぎ、そのため外国人選手獲得期限ギリギリで西武ライオンズが緊急補強した。同シーズンはいきなり初打席初本塁打（史上39人目）を放つなど、12本塁打を放って持ち前の長打力を発揮する。2000年は新たにトニー・フェルナンデス、レジー・ジェファーソンが加入し、外国人枠の関係から序盤は二軍生活が続いた。しかしジェファーソンの不振やフェルナンデスが故障により2軍落ちした際は一軍に昇格し、少ないチャンスの中勝負強さを発揮した。翌2001年はアレックス・カブレラ、スコット・マクレーンのツイン･バズーカ砲の陰に隠れ、一度も一軍に昇格することなく同年限りで戦力外となった。
2000年、2001年と2年連続イースタン・リーグ三冠王に輝いている（2000年：.353 21本 69打点、2001年：.352 27本 95打点）。特に、2001年に記録した27本塁打は1992年の大森剛と並んで当時のイースタン・リーグ最多タイ記録（2009年に中田翔が30本塁打で更新）、95打点は2019年現在でも最多記録（2009年に同じく中田が95打点で最多タイを記録）である。

### 西武退団後
2002年に韓国プロ野球の現代ユニコーンズに入団し、イースタン・リーグ三冠王の実績により4番候補として期待されたが、結果を残せず同年限りで退団した。2003年はメキシカンリーグでプレーし、2004年から2005年は、米独立リーグのノーザンリーグの3チームでプレーした。その後、現役引退。
2011年からは、Lamigoモンキーズのコーチに就任。

## 詳細情報

### 年度別打撃成績
| 年 度    | 球 団    | 試 合 | 打 席 | 打 数 | 得 点 | 安 打 | 二 塁 打 | 三 塁 打 | 本 塁 打 | 塁 打 | 打 点 | 盗 塁 | 盗 塁 死 | 犠 打 | 犠 飛 | 四 球 | 敬 遠 | 死 球 | 三 振 | 併 殺 打 | 打 率 | 出 塁 率 | 長 打 率 | O P S |
| -------- | -------- | ----- | ----- | ----- | ----- | ----- | -------- | -------- | -------- | ----- | ----- | ----- | -------- | ----- | ----- | ----- | ----- | ----- | ----- | -------- | ----- | -------- | -------- | ----- |
| 1999     | 台北     | 39    | 170   | 136   | 28    | 49    | 5        | 2        | 10       | 88    | 37    | 1     | -        | -     | -     | 21    | -     | -     | 37    | -        | .360  | .465     | .647     | 1.112 |
| 1999     | 西武     | 59    | 201   | 183   | 25    | 47    | 4        | 0        | 12       | 87    | 29    | 3     | 1        | 0     | 1     | 15    | 0     | 2     | 54    | 4        | .257  | .318     | .475     | .794  |
| 2000     | 西武     | 47    | 141   | 124   | 17    | 30    | 7        | 1        | 4        | 51    | 18    | 1     | 2        | 0     | 0     | 16    | 0     | 1     | 34    | 2        | .242  | .333     | .411     | .745  |
| 2002     | 現代     | 113   | 441   | 397   | 48    | 111   | 18       | 2        | 18       | 187   | 64    | 3     | 2        | 1     | 2     | 35    | 1     | 6     | 115   | 11       | .280  | .345     | .471     | .816  |
| TML：1年 | TML：1年 | 39    | 170   | 136   | 28    | 49    | 5        | 2        | 10       | 88    | 37    | 1     | -        | -     | -     | 21    | -     | -     | 37    | -        | .360  | .465     | .647     | 1.112 |
| NPB：2年 | NPB：2年 | 106   | 342   | 307   | 42    | 77    | 11       | 1        | 16       | 138   | 47    | 4     | 3        | 0     | 1     | 31    | 0     | 3     | 88    | 6        | .251  | .325     | .450     | .774  |
| KBO：1年 | KBO：1年 | 113   | 441   | 397   | 48    | 111   | 18       | 2        | 18       | 187   | 64    | 3     | 2        | 1     | 2     | 35    | 1     | 6     | 115   | 11       | .280  | .345     | .471     | .816  |

### 記録
NPB
- 初出場・初先発出場：1999年6月25日、対福岡ダイエーホークス14回戦（西武ドーム）、6番・左翼手として先発出場
- 初打席・初安打・初本塁打・初打点：同上、2回裏に永井智浩から右越ソロ　※史上39人目の初打席初本塁打

### 背番号
- 19 （1999年 - 同年途中）
- 63 （1999年途中 - 2001年）
- 22 （2002年）
- 23 （2011年 - 2012年）